# Toluk
El toluk és un plat oboide d'uns 20 cm utilitzat tradicionalment com a moneda entre les dones de Palau.

## Fabricació
Els toluk van ser originalment dissenyats per ser utilitzats com a vaixella de servei, però des de llavors s'han convertit en objectes cerimonials intercanviats entre dones per commemorar esdeveniments significatius de la vida. Els crea un artesà conegut amb el nom de dachelbai, i utilitza la closca d'una tortuga marina carei, la qual es trenca en les seves plaques individuals. Aquestes closques s'escalfen en aigua dolça i es modelen amb una fusta que té forma de bol. Llavors es deixa refredar abans de treure la fusta; es pot fer servir aigua freda per ajudar en el procés. A continuació, un artista llueix el bol i en decora les vores amb ornaments tallats. La decoració de la superfície generalment s'evita per mantenir els patrons naturals que es troben a la closca. La decoració, doncs, acostuma a limitar-se només a les vores del bol i és de formes abstractes. Es desconeix el que signifiquen aquestes decoracions, però potser estan pensades per a recordar les ales d'un ocell fragata volant. Les parts de la closca que no s'hagin utilitzat en la creació del toluk es poden fer servir per elaborar ornaments que són molt apreciats.
El 1976 es va registrar que es feien ja pocs toluk. El 1971 només hi havia dos homes a Palau amb la suficient destresa en la manipulació de closques de tortuga per a fer toluks, tot i que dedicaven bona part del seu temps a la fabricació de joies per a la venda als turistes. La reducció de l'ús de closques de tortuga més enllà d'aquesta data es considera deguda a les mesures adoptades pel moviment de conservació i preservació de les tortugues.

## Utilització
Els toluk s'intercanvien entre famílies, més que no pas entre membres d'una sola família. S'ofereixen a les sogres com a forma de pagament ritual per béns o serveis. Un cop rebuts, es guarden amb cura i passen a formar part de la riquesa material d'una família. Els exemples més antics generalment són molt més apreciats que els més nous a causa no només de les seves històries, sinó també de la pàtina que adquireixen amb el temps. Antigament s'utilitzaven per acceptar ofrenes de menjar presentades als esperits de la casa o per servir persones importants. Tradicionalment s'intercanviaven en presència d'homes, en una cerimònia que seguia el ritual d'intercanviar moneda tradicional propi dels homes.
A causa del seu protagonisme en la cultura de Palau, els toluk han inspirat elements del disseny del Memorial de la Llibertat de Palau i el logotip del Fons PAN de Palau.
Es poden trobar exemples de toluk a les col·leccions del Museu Britànic, el Metropolità de Nova York, el Museu de Belles Arts de Boston, el Field d'Història Natural, el Royal Ontario i el Museu Bowers de Santa Ana, Califòrnia.